# Rescue (album de Silverstein)
Pour les articles homonymes, voir Rescue.
Albums de Silverstein
Decade
(2010)
Rescue est le dernier album du groupe post-hardcore Canadien Silverstein sorti le 26 avril 2011.

## Liste des chansons
1. Medication
2. Sacrifice - 2:35
3. Forget Your Heart
4. Intervention
5. Good Luck With Your Lives
6. Texas Mickey
7. The Artist (featuring Brendan Murphy)
8. Burning Hearts
9. Darling Harbour - 2:52
10. Live To Kill
11. Replace You
12. In Memory Of

Chansons Bonus
1. Burning Hearts (Acoustic)
2. Texas Mickey (Demo Version)
3. "Intervention (Demo Version)"
4. "In Memory Of. (Demo Version)"
5. "Dancing On My Grave" - 3:16
6. "Replace You (Acoustic)" - 3:42

## Personnel
- Shane Told – Chant, Guitar
- Neil Boshart – Guitar
- Josh Bradford – Guitar
- Billy Hamilton – Bass
- Paul Koehler – Batteries